# Паліївська сільська рада (Ямпільський район)
Паліївська сільська́ ра́да — колишній орган місцевого самоврядування в Ямпільському районі Сумської області. Адміністративний центр — село Паліївка.

## Загальні відомості
- Населення ради: 610 осіб (станом на 2001 рік)

## Населені пункти
Сільській раді підпорядковані населені пункти:
- с. Паліївка

## Склад ради
Рада складається з 12 депутатів та голови.
- Голова ради: Проценко Олег Васильович
- Секретар ради: Дурманова Тетяна Анатоліївна

### Керівний склад попередніх скликань
| Прізвище, ім'я, по батькові | Основні відомості                                                 | Дата обрання | Дата звільнення |
| --------------------------- | ----------------------------------------------------------------- | ------------ | --------------- |
| Проценко Олег Васильович    | Сільський голова, 1970 року народження, освіта вища               | 26.03.2006   | 31.10.2010      |
| Проценко Олег Васильович    | Сільський голова, 1970 року народження, освіта вища, безпартійний | 31.10.2010   |                 |

Примітка: таблиця складена за даними сайту Верховної Ради України